# 台大醫學論文造假案
台大醫學論文造假案，發生於2016年11月，國外網站「學界同行審論平臺」（PubPeer）揭露台灣大學郭明良教授研究團隊涉及多篇論文涉及造假，其中校長楊泮池擔任數篇論文共同作者，使本次事件備受矚目，亦於國際上引起討論。教育部、科技部及台大特別調查委員會就本案經數月的獨立調查後，於各涉案人員依情節不同各有相應行政處分；教育部因此事件扣減台大106年度獎助經費5,400萬元。

## 事件經過
2016年11月，國外網站「學界同行審論平臺」（PubPeer）揭露臺灣大學教授郭明良研究癌症論文實驗涉造假，後續又被發現過往多篇論文亦有造假情形；校長楊泮池也因共同掛名而捲入風波，但他公開否認涉及論文造假。
該事件經過經教育部、科技部及台大特別調查委員會獨立調查後，就各涉案人員依情節輕重做出處分。
楊泮池在公布調查報告兩周後，表示為不讓台大因為學術倫理案繼續受到誤解和攻擊，任期屆滿後不續任校長，任期至2017年6月21日。

## 調查與審議結果
對本次郭明良教授團隊違反學術倫理案，台大由生命科學院及醫學院組成院級調查小組，並邀請校外人士組成特別委員會，對本案進行獨立調查，再經校教評會審議。另，教育部也組成專業審查小組，而科技部則成立獨立調查委員會對本案進行審議，教育部與科技部並召開聯合會議，就調查範圍、事實認定及相關疑義，進行意見交換和充分討論。而後，台大於2017年2月24日公布審議結果，科技部及教育部則於同年3月30日公布。
教育部：認定台大違反學術倫理論文共計8篇。查詩婷、郭明良、林明燦、陳百昇、譚慶鼎、蘇振良、張正琪、林本仁等8人作為第一作者或通訊作者，應負擔違反學術倫理責任最大及全部責任；郭亦炘、陳俐蓉、楊宇仁、張正琪等4人負擔其所貢獻部分之違反學術倫理責任。另作為重要作者兼學術行政主管，郭明良應負論文指導監督不周責任、楊泮池應負應注意而未注意之責任。決議撤銷郭明良學術獎資格並追回獎金新臺幣60萬元，並扣減台大106年度補助經費計新臺幣5,400萬元。
科技部：認定遭檢舉論文中違反學術倫理論文共 11 篇，以這11篇論文申請或取得科技部獎補助，致有嚴重影響審查判斷或資源分配公正之研究人員計 8 位：郭明良、林明燦、張正琪、蘇振良、譚慶鼎、林本仁、楊卿堯、嚴孟祿，分別就其涉案程度予以停權或書面告誡，並追回研究計畫主持費。
國立臺灣大學委任特別委員會：認定，郭明良、張正琪、查詩婷、林明燦、譚慶鼎、郭亦炘、蘇振良、陳百昇等人涉及不同程度的學術不當行為，主要包括圖片重複使用、圖檔剪接拼貼、實驗數據不實、研究結果造假、不當掛名等。依照違規情節與責任程度，相關人員分別遭受解聘、撤銷教師資格、限制研究計畫申請、知會現職單位等處分。
通訊作者郭明良教授對多篇論文的圖片造假與不當重複使用負有最終責任，調查指出其實驗室長期未改善風氣，錯誤行為自2006年起即多次出現，構成嚴重違反學術倫理，遭校方予以解聘。其他成員如張正琪與查詩婷亦被發現多篇論文涉及數據不實與圖像造假，張正琪遭撤銷教授資格及解聘，查詩婷與郭亦炘是否影響其學位認定，交由校內學位認定審查小組進行研議。2017年6月9日，台大發布校教第1060041115號公文，分別撤銷查詩婷與郭亦炘博士及碩士學位。
針對時任校長楊泮池，委員會審視其共同作者身分後認定：針對楊列名之7篇論文中，2篇被認定為嚴重違反學術倫理，應考慮撤稿；2篇經勘誤後可接受為無心之過；3篇則無發現問題。但在接受調查的論文中，其參與部分無違反學術倫理，毋須對郭明良實驗室產出的錯誤數據負責。

## 主要相關人物
| 人物   | 學歷/職務                            | 涉案內容                                                                          | 後續處置 | 其他                                                                                           |
| ------ | ------------------------------------ | --------------------------------------------------------------------------------- | --- | ---------------------------------------------------------------------------------------------- |
| 楊泮池 | 台大臨床醫學博士、台大校長           | 於4篇造假論文擔任共同作者                                                         | 經教育部、科技部及台大特別調查委員會獨立調查後均認定無違反學術倫理 | 表示為不讓台大因為學術倫理案繼續受到誤解和攻擊，任期屆滿後不續任校長，並經台大臨時校務會議通過 |
| 郭明良 | 台大生化學博士、台大教授             | 於8篇造假論文擔任通訊作者                                                         | 認定違反學術倫理 台大：予以解聘 教育部：撤銷學術獎資格，追回獎金60萬元 科技部：予以停權10年，追回研究費與獎金154萬元 | 指證張正琪手中錄音帶為假                                                                       |
| 張正琪 | 台大毒理學博士、台大教授             | 3篇造假論文擔任第一作者；各有1篇擔任第二作者、任第三作者                          | 認定違反學術倫理 台大：撤銷其教授證書，5 年內不受理教師資格之申請，及 5 年內不得申請研究計畫補助，並予以解聘 科技部：停權 8 年並追回計畫研究主持費 76 萬元。張不服，提起爭訟。臺北高等行政法院於109年5月28日以107年訴字第566號行政判決，判決駁回。 | 郭明良之學生，女；曾當選十大傑出青年 後回歸本業擔任物理治療師                                  |
| 林明燦 | 東京大學醫學博士、台大醫院副院長     | 於4篇造假論文分別擔任通訊作者、第一作者及共同通訊作者，1篇論文不當列名            | 認定違反學術倫理 台大：5 年內不得擔任學術行政主管及 2 年內不得申請研究計畫補助 科技部：停權 8 年並追回計畫研究主持費 81 萬元 |                                                                                                |
| 查詩婷 | 台大毒理學研究所博士、博士後研究員   | 於2篇造假論文擔任第一作者，承認在1篇論文主要作假、盜用圖片                        | 認定違反學術倫理 台大：已離職無法開除；後於2017年6月9日，台大撤銷其博士學位。 | 郭明良研究室之成員                                                                             |
| 郭亦炘 | 台大生毒理學研究所碩士               | 於1篇造假論文擔任第二作者(J Biol Chem (2008)，第一作者為林明燦、通訊作者為郭明良) | 台大：已撤稿之JBC 2008實驗結果出自其碩士論文，嚴重違反學術倫理。後於2017年6月9日，台大撤銷其碩士學位。 | 郭明良研究室之成員                                                                             |
| 譚慶鼎 | 台大毒理學博士、台大醫院金山分院院長 | 於2造假論文分別擔任通訊作者及共同通訊作者                                         | 認定違反學術倫理 台大：督導失職，1 年內不得申請研究計畫補助 科技部：停權 2 年 |                                                                                                |

註：涉案內容及後續處置以教育部、科技部和台大調查報告內容為準。

## 後續影響

### 案外案
台大醫院婦產科主治醫師嚴孟祿，遭媒體爆料12年間匯款近700萬給郭明良，被質疑是交錢換取掛名論文共同作者；嚴孟祿則發表聲明澄清，雙方財務往來屬私人借款，全案由廉政署調查，2022年9月14日，郭明良、嚴孟祿及蘇振良依違反貪污治罪條例之行、收賄等罪起訴。

### 天下雜誌報導爭議
2017年4月12日，天下雜誌於第620期刊物以「錢、謊言、假論文」作為封面故事，對本案進行專題報導，就校長楊泮池本人學術生涯歷程、台大醫學院醫師升等與看診兩頭燒困境，以及生技醫藥科技領域資源分配等議題進行探討，引起輿論關注。

台灣大學隨後於4月14日發表聲明表示，該篇報導文中有許多偏頗觀點和悖離事實之處，有失平衡且未盡查證，台大對此感到相當錯愕、失望和遺憾，並就該校認為偏頗和不實之處做出相關說明。報導中提及的臺大醫學院副院長吳明賢於同日發表聲明，指出報導內容有三項錯誤，且雜誌社並未向其求證即逕予發佈不實之訊息，要求天下雜誌公開道歉。另外，生技醫藥國家型科技計畫辦公室亦於5月5日發表聲明，表示報導有諸多觀點偏頗與背離事實之處，就涉及公共利益及與該計畫有關部分予以說明澄清。